# Charaxes ungemachi
Charaxes ungemachi är en fjärilsart som beskrevs av Le Cerf 1927. Charaxes ungemachi ingår i släktet Charaxes och familjen praktfjärilar. Inga underarter finns listade i Catalogue of Life.